# Matchless Model 4 3½ HP TT
Het Matchless Model 4 3½ HP TT was een motorfiets die het Britse merk Matchless in 1912 op de markt bracht.

## Voorgeschiedenis
Matchless was in 1878 opgericht als rijwielfabriek door Henry Herbert Collier. In 1899 begon Collier te experimenteren met clip-on motoren van De Dion, die hij eerst boven het voorwiel, later onder het zadel en uiteindelijk bij de trapperas monteerde. In de loop van de jaren nul werd een flink aantal motorfietsmodellen gebouwd, altijd met inbouwmotoren van andere bedrijven, zoals MMC, MAG, Antoine, White & Poppe en vooral JAP. Collier's zoons Harry (1884) en Charlie (1885) kwamen al op jonge leeftijd in het bedrijf en zorgden voor veel reclame in de motorsport. Zij waren de mede-initiatiefnemers van de Isle of Man TT, die ze beiden (Charlie 2x en Harry 1x) wisten te winnen met motorfietsen uit het eigen bedrijf. Rond 1909 waren ze ook al betrokken bij de ontwikkeling van nieuwe modellen, waaronder hun eigen racemotoren. In 1912 ontwikkelden de broers al hun eigen motorblokken. 

## Model 4 3½ HP TT

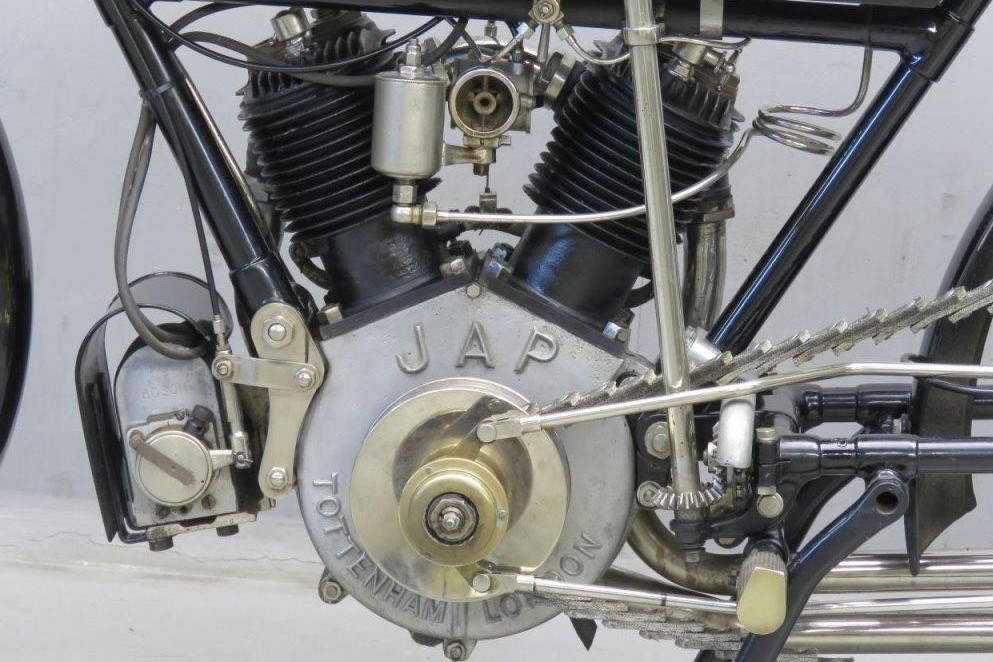
Het versnellingssysteem van Matchless werd in licentie van Zenith gebruikt. Hier is het gemonteerd op de Zenith-JAP uit 1912.

Het Model 4 3½ HP TT kreeg echter geen eigen motorblok. Hier vertrouwden de gebroeders Collier op de huisleverancier John A. Prestwich. Dit was namelijk een sportmotor, waarmee privérijders in de Isle of Man TT konden starten. De machine moest zowel snel als betrouwbaar zijn en men adverteerde dan ook met de extra kwaliteiten van JAP: de kogellagers die zowel voor de krukas als de Bosch-ontstekingsmagneet waren gebruikt. Het model week niet heel erg af van de overige 1912-modellen. Het had een open brugframe waarin de motor aan de voor- en achterkant was geschroefd, een handbediende velgrem in het voorwiel en een voetbediende belt rim brake achter. Voor was een eenvoudige girdervork met centrale veer gemonteerd, het achterwiel was niet geveerd. Zoals altijd waren standaard Hutchinson non-skid luchtbanden gemonteerd, maar de klanten konden tegen meerprijs ook voor andere banden kiezen. De Snaefell Mountain Course op het eiland Man was immers nog steeds onverhard. Wellicht was dat ook de reden dat het voorspatbord aan de onderkant van een flinke "mudflap" was voorzien. De carburateur werd met een manette op het stuur bediend, de ontstekingsmagneet met een draaihendel naast de tank. Die tank had een andere vorm dan de gebruikelijke flattanks, hij had een torpedovorm waarmee de racekwaliteiten benadrukt werden. Dat maakte het wel onmogelijk het gereedschapskastje met boordgereedschap boven op de tank te monteren. Een gereedschapstas hoorde wel bij de standaarduitrusting, maar waarschijnlijk bestond die uit een tas aan een gordel die de rijder zelf moest dragen. De machine had verder een kleplichter om het aanfietsen te vergemakkelijken. Standaard dreef de aandrijfriem het achterwiel in een verhouding van 1:4½ aan, zonder tussenkomst van een koppeling of versnellingsbak. Voor aspirant-coureurs op het Eiland Man was dit geen oplossing: de hellingen rond de berg Snaefell konden zonder versnellingen niet worden genomen. Daarom kon men tegen een meerprijs van 10 gienjes de "Matchless six-speed gear" aanschaffen. Dat was een versnellingssysteem met een verstelbare poelie dat was gekocht van Zenith en daar de naam "Gradua Gear" droeg. De werking leek enigszins op de latere variomatic. Het Model 4 3½ HP werd (zonder versnellingen) verkocht voor 45 gienjes.